# Cormodes darwinii
Cormodes darwinii là một loài bọ cánh cứng trong họ Cleridae. Loài này được Pascoe miêu tả khoa học đầu tiên năm 1860.